# Вихър
Вихър, вихрушка или понякога хала е природно явление, представляващо силно атмосферно завихряне, което образува въртящ се стълб от въздух. Когато завихрянето свързва повърхността на земята с купесто-дъждовен или с купест облак, вихърът се нарича торнадо или смерч.
Вихърът може да образува прашен дявол, който не е свързан с гръмотевична буря и обикновено е с диаметър от няколко метра до няколко десетки метра, от земната повърхност нагоре, но без да достига някакъв облак. Той може да се види вследствие материалите, които издига от сушата (дяволи над сушата) или вследствие водните капки (водни дяволи). Тази малка вихрушка е в резултат на температурната разлика между земната повърхност и въздухът над нея. Понякога завихрянето образува облак с хобот, който има фуниевидна форма, като вихърът се спуска надолу от купесто-дъждовен облак, но не достига земната повърхност. Друга разновидност е прашната вихрушка. В такъв случай вихърът се образува по атмосферен фронт на конвективна буря и е видим вследствие материалите, издигнати от земната повърхност. Обикновено има диаметър от няколко метра до няколко десетки метра. Издига се нагоре от земната повърхност, но без да достига някакъв облак.